# Eria pokharensis
Eria pokharensis là một loài thực vật có hoa trong họ Lan. Loài này được Bajrach., Subedi & K.K.Shrestha mô tả khoa học đầu tiên năm 2003.